# Неручей
Неручей — река в Мезенском районе Архангельской области. Правый приток Пёзы.
Длина реки — 18 км. Протекает по незаселённой лесной болотистой местности в границах Быченского сельского поселения на северо-востоке материковой части области. Вытекает из болота в 8,5 км к северу от деревни Бычье. Течёт на юго-запад между болотами Нень (справа), Оленное и Игумновское (слева). Впадает в Пёзу по правому берегу в 54 км от её устья и в 7 км западнее (ниже) деревни Бычье.

## Данные водного реестра
По данным государственного водного реестра России относится к Двинско-Печорскому бассейновому округу, водохозяйственный участок реки — Мезень от водомерного поста деревни Малонисогорская и до устья. Речной бассейн реки — Мезень.
Код объекта в государственном водном реестре — 03030000212203000050166.